# Octa de Kent
Octa (o Octha) va ser un rei anglosaxó de Kent, possiblement el tercer d'aquest reialme. Les fonts d'informació són contradictòries sobre el parentiu que va tenir amb altres reis: podria ser fill de Hengist o d'Oisc; o també podria ser el pare d'Oisc o el d'Eormenric. Les dates del seu regnat tampoc estan clares, pot ser que governés del 512 al 534 o del 516 al 540. Malgrat estar envoltat d'incertesa, Octa va crear impacte en la memòria històrica dels britans, els quals esmenten els seus fets en diversos textos.